# Czostków (Sainte-Croix)
Pour les articles homonymes, voir Czostków.
Czostków est une localité polonaise de la gmina de Krasocin, située dans le powiat de Włoszczowa en voïvodie de Sainte-Croix.